# Pirard
|  | Per a altres significats, vegeu «Erard». |

Pirard o Erard (altres ortografies Pirhard, Erhard, Pirardus, Erardus) (nascut? i mort el 838, 840 o 841) era bisbe de Lieja de 831 fins a la seva mort.
No se sap pràcticament res d'aquest bisbe de Lieja, ni tan sols el seu nom o la durada del seu episcopat és segur. Fabritius parla de Pirardus, del qual l'episcopat hauria durat de 833 a 841. Chapeauville parla de Pirardus del qual l'episcopat hauria acabat el 841, Mooyer fa esment dels dos noms Pirhard i Erhard, del qual l'episcopat hauria durat de 832 cap a 840. Hauria instaurat la festa dels Tots Sants a la diòcesi, per tal tal de poder suprimir les celebracions precristianes o cèltiques dels morts o halloween.